# Halal en haram
Halal (Arabisch: حَلاَلْ: rein, toegestaan) is een islamitische term waarmee wordt aangegeven wat voor moslims toegestaan is. Het tegenovergestelde is in niet-juridische termen haram (Arabisch: حَرَامْ: onrein, verboden). Het gaat hierbij zowel om handelingen als producten.
Onder meer voor voedsel gelden speciale richtlijnen waar een moslim zich aan dient te houden. Deze regels zijn afgeleid uit de Koran, de Hadith en daaruit afgeleide soenna.

## Categorieën
Gedragingen die haram zijn worden gezien als een zonde wanneer een moslim ze begaat. In bepaalde stromingen wordt bestraffing hiervan verlangd.
Vijf categorieën van de hiërarchie van gedragingen, van toegestaan tot verboden, zijn:
1. واجب / فرض (fard/wajib) – Verplicht, 'plicht'
2. مستحب (mustahabb) – Aanbevolen, 'wenselijk'
3. مباح (mubaḥ) – Neutraal, 'toegestaan'
4. مكروه (makruh) – Afgekeurd, 'afgeraden'
5. حرام (haram) – Een zonde, 'verboden'

## Voedsel
Moslims mogen alleen voedsel eten dat halal is. Soera De Koe 172-173 zegt hierover:

O gij die gelooft, eet van de deugdelijke dingen, die Wij u als levensonderhoud gegeven hebben en brengt aan God dank, indien Hij het is die gij aanbidt. Hij heeft slechts voor u verboden gemaakt het verstorvene, bloed, zwijnenvlees en wat geslacht is met een aanroep die niet tot God was. Maar wie door nood gedwongen was zonder het te begeren en zonder te overtreden, voor hem is het geen zonde. God is waarlijk vergevend en barmhartig.

Halalvlees is uitgebloed vlees van een beperkt aantal toegestane dieren, die volgens de islamitische voorschriften geslacht zijn (dhabiha). Vlees van carnivoren en van dieren die spontaan gestorven zijn, evenals het expliciet in de Koran vermelde varkensvlees, zijn enkel toegestaan als er niets anders voorhanden is om in leven te blijven. Dieren die nog zogende jongen hebben evenals de gezoogde jongen zelf mogen niet geslacht worden. Het doden van een dier is enkel toegestaan voor consumptie of om het uit zijn lijden te verlossen indien het ziek of gewond is.
De Koran stelt dat eten van vlees dat is gedood in naam van iemand anders dan God niet toegestaan is. Sommige islamitische geestelijken zijn de mening toegedaan dat vlees van toegestane dieren die door een niet-moslim zijn geslacht, maar wel op de door de moslims voorgeschreven wijze, ook halal is. Koosjervlees en vlees van dieren die door christenen en joden in naam van God geslacht zijn, worden volgens Soera De Tafel ook als halal beschouwd: "Alle deugdelijke dingen zijn u heden geoorloofd. En het voedsel van hen aan wie de Schrift is gegeven (joden en christenen) is geoorloofd voor u en uw voedsel is geoorloofd voor hen." (Soera 5:5).
Alles wat uit de zee komt is volgens de meeste madhhabs zonder meer halal, het hoeft niet op een speciale wijze gedood te worden. De madhhabs kennen kleine verschillen, bijvoorbeeld over de vraag of garnalen en muildieren toegestaan zijn voor consumptie, met name de hanafitische madhhab kent beperkingen op wat uit de zee gegeten mag worden.
Insecten zijn zonder meer haram evenals stoffen gewonnen uit insecten zoals karmijnrood (E120) dat wordt gewonnen uit de cochenilleluis.
Alle andere soorten voedsel (groenten, vruchten en dranken, met uitzondering van alcoholische dranken en verdovende middelen) zijn zonder bijzondere bewerkingen toegestaan voor consumptie.